# Nyongwon
Nyongwon (Hán Việt: Ninh Viễn) là một huyện của tỉnh Pyongan Nam tại Cộng hòa Dân chủ Nhân dân Triều Tiên. Huyện nằm ở vùng núi thượng nguồn của sông Chongchon. Huyện giáp với Taehung ở phía đông, với Yodok (Hamgyong Nam và Maengsan ở phía nam, với Tokchon ở tây nam, với Tongsin và Huichon của tỉnh Chagang ở phía bắc và tây bắc. Năm 2008, dân số toàn huyện Nyongwon là 30.427 người (14.603 nam và 15.824 nữ), trong đó, dân cư đô thị là 11.537 người (37,9%) còn dân cư nông thôn là 18.890 người (52,1%).